# شارل-ماری ویدور
شارل ماری ویدر (به فرانسوی: Charles-Marie Widor) آهنگساز و نوازنده ارگ فرانسوی در ۲۱ فوریه۱۸۴۴ در لیون زاده شد و در ۱۲ مارس ۱۹۳۷ در پاریس درگذشت.

## برخی از آثار
- کنسرتو پیانو
- ۱۰ سمفونی برای ارگ
- سوئیت لاتین برای ارگ
- سوئیت اسکاتلندی برای پیانو
- سوئیت لهستانی برای پیانو
- مارش آمریکایی برای دو پیانو
- سه قطعه برای ابوا و پیانو
- پیش‌درآمد و روندو برای کلارینت و پیانو
- سرناد برای پیانو، فلوت، ویلن، ویلنسل و هارمونیوم

## شنیدن آثار
- youtube
- deezer